# Tambi (Sliyeg)
Tambi is een bestuurslaag in het regentschap Indramayu van de provincie West-Java, Indonesië. Tambi telt 3777 inwoners (volkstelling 2010).